# Puerto Piray

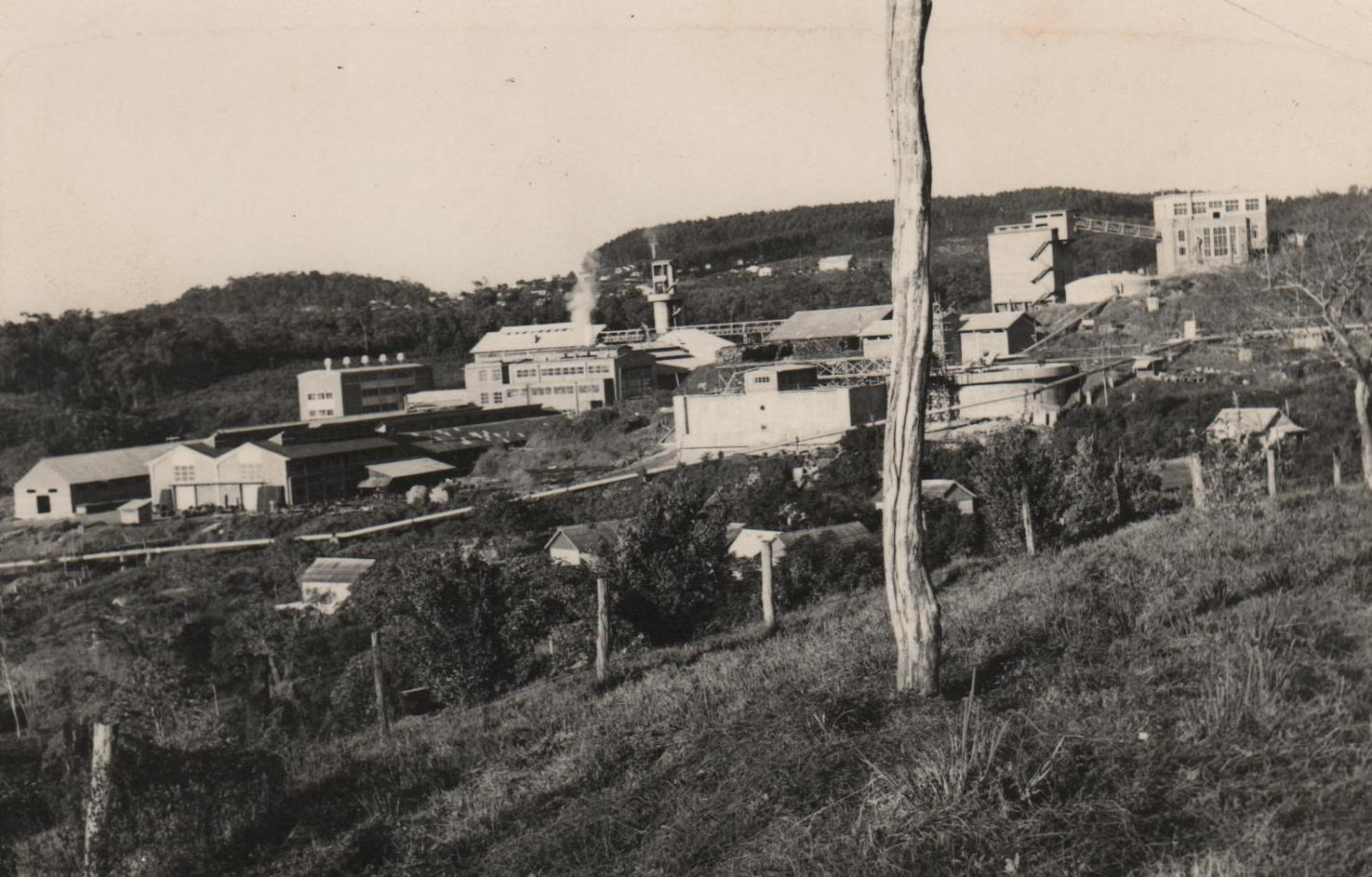
La pastera Celulosa Argentina SA
1960

Puerto Piray é uma cidade argentina da província de Misiones
O município conta com uma população de 8.557 habitantes, segundo o Censo do ano 2001 (INDEC).